# Химическо работно място
Химическото работно място е лабораторно оборудване, представляващо работно място (работна маса) със закрита камера върху него. Към камерата има вентилация за работа с летливи вредни вещества. Работното място е минимално открито към оператора (работещия) като осигурява минимално необходимия достъп до оборудването, с което се работи. Работното място е оборудвано с прозрачна предна стена, както и вода, различни газове (ако има нужда) и електрическо захранване. Работният плот и стените са изработени от гладки, химически устойчиви материали, като много често за целта се използва неръждаема стомана. Използва се за безопасна работа в областта на химически дейности. В зависимост от вида на летливите газове, аспирацията може да се извършва над или под работната повърхност.